# Indy Pro 2000 Championship 2022
Het Indy Pro 2000 Championship 2022 is het 24e kampioenschap van het Indy Pro 2000 Championship en het vierde onder deze naam. Regerend kampioen Christian Rasmussen is overgestapt naar de Indy Lights. Louis Foster werd kampioen met zeven overwinningen.

## Teams en rijders
| Team                          | Nr | Coureur               | Races            |
| ----------------------------- | -- | --------------------- | ---------------- |
| DEForce Racing                | 1  | Kiko Porto            | Alle             |
| DEForce Racing                | 7  | Bijoy Garg            | 15-18            |
| DEForce Racing                | 8  | Nolan Siegel          | Alle             |
| Exclusive Autosport           | 90 | Louis Foster          | Alle             |
| Exclusive Autosport           | 91 | Christian Brooks      | 1-2              |
| Exclusive Autosport           | 92 | Matthew Round-Garrido | 1-2              |
| Exclusive Autosport           | 92 | Wyatt Brichacek       | 9-14, 16-18      |
| Exclusive Autosport           | 93 | Lindsay Brewer        | 5-7, 9-10, 13-18 |
| FatBoy Racing!                | 83 | Charles Finelli       | 3-10             |
| Jay Howard Driver Development | 4  | Braden Eves           | Alle             |
| Jay Howard Driver Development | 5  | Wyatt Brichacek       | 1-8              |
| Jay Howard Driver Development | 5  | Marcos Flack          | 15-18            |
| Jay Howard Driver Development | 6  | Salvador de Alba      | Alle             |
| Juncos Hollinger Racing       | 47 | Enaam Ahmed           | Alle             |
| Juncos Hollinger Racing       | 55 | Reece Gold            | Alle             |
| Miller Vinatieri Motorsport   | 40 | Jack William Miller   | Alle             |
| Pabst Racing                  | 18 | Yuven Sundaramoorthy  | Alle             |
| Pabst Racing                  | 19 | Jordan Missig         | Alle             |
| Pabst Racing                  | 27 | Colin Kaminsky        | 1-10             |
| Turn 3 Motorsport             | 2  | Jonathan Browne       | 1-14, 16-18      |
| Turn 3 Motorsport             | 2  | Trey Burke            | 15               |
| Turn 3 Motorsport             | 3  | Josh Green            | Alle             |

## Kalender en uitslagen
Op 5 oktober 2021 werd de kalender voor het seizoen 2022 bekendgemaakt. Het seizoen bestaat uit achttien races: twee ovals, vier stratencircuits en twaalf wegraces.
| Race | Datum       | Circuit                                     | Locatie            | Pole position       | Snelste ronde       | Meeste ronden aan de leiding | Winnaar          | Team                          |
| ---- | ----------- | ------------------------------------------- | ------------------ | ------------------- | ------------------- | ---------------------------- | ---------------- | ----------------------------- |
| 1    | 26 februari | Stratencircuit Saint Petersburg             | St. Petersburg, FL | Josh Green          | Nolan Siegel        | Josh Green                   | Josh Green       | Turn 3 Motorsport             |
| 2    | 27 februari | Stratencircuit Saint Petersburg             | St. Petersburg, FL | Nolan Siegel        | Louis Foster        | Nolan Siegel                 | Nolan Siegel     | DEForce Racing                |
| 3    | 30 april    | Barber Motorsports Park                     | Birmingham, AL     | Reece Gold          | Louis Foster        | Reece Gold                   | Reece Gold       | Juncos Hollinger Racing       |
| 4    | 1 mei       | Barber Motorsports Park                     | Birmingham, AL     | Nolan Siegel        | Louis Foster        | Nolan Siegel                 | Nolan Siegel     | DEForce Racing                |
| 5    | 13 mei      | Indianapolis Motor Speedway (binnencircuit) | Speedway, IN       | Jonathan Browne     | Wyatt Brichacek     | Salvador de Alba             | Salvador de Alba | Jay Howard Driver Development |
| 6    | 14 mei      | Indianapolis Motor Speedway (binnencircuit) | Speedway, IN       | Jack William Miller | Louis Foster        | Reece Gold                   | Reece Gold       | Juncos Hollinger Racing       |
| 7    | 14 mei      | Indianapolis Motor Speedway (binnencircuit) | Speedway, IN       | Jack William Miller | Wyatt Brichacek     | Louis Foster                 | Louis Foster     | Exclusive Autosport           |
| 8    | 27 mei      | Lucas Oil Raceway                           | Brownsburg, IN     | Reece Gold          | Louis Foster        | Reece Gold                   | Louis Foster     | Exclusive Autosport           |
| 9    | 11 juni     | Road America                                | Elkhart Lake, WI   | Reece Gold          | Reece Gold          | Louis Foster                 | Louis Foster     | Exclusive Autosport           |
| 10   | 12 juni     | Road America                                | Elkhart Lake, WI   | Josh Green          | Jack William Miller | Braden Eves                  | Braden Eves      | Jay Howard Driver Development |
| 11   | 2 juli      | Mid-Ohio Sports Car Course                  | Lexington, OH      | Louis Foster        | Louis Foster        | Louis Foster                 | Louis Foster     | Exclusive Autosport           |
| 12   | 3 juli      | Mid-Ohio Sports Car Course                  | Lexington, OH      | Louis Foster        | Salvador de Alba    | Kiko Porto                   | Kiko Porto       | DEForce Racing                |
| 13   | 16 juli     | Stratencircuit Toronto                      | Toronto, ON        | Louis Foster        | Louis Foster        | Louis Foster                 | Louis Foster     | Exclusive Autosport           |
| 14   | 17 juli     | Stratencircuit Toronto                      | Toronto, ON        | Louis Foster        | Louis Foster        | Louis Foster                 | Louis Foster     | Exclusive Autosport           |
| 15   | 20 augustus | World Wide Technology Raceway               | Madison, IL        | Salvador de Alba    | Salvador de Alba    | Salvador de Alba             | Salvador de Alba | Jay Howard Driver Development |
| 16   | 3 september | Portland International Raceway              | Portland, OR       | Louis Foster        | Reece Gold          | Louis Foster                 | Louis Foster     | Exclusive Autosport           |
| 17   | 4 september | Portland International Raceway              | Portland, OR       | Reece Gold          | Louis Foster        | Reece Gold                   | Reece Gold       | Juncos Hollinger Racing       |
| 18   | 4 september | Portland International Raceway              | Portland, OR       | Reece Gold          | Louis Foster        | Reece Gold                   | Reece Gold       | Juncos Hollinger Racing       |

## Kampioenschap
| Pos | Rijder                | STP | STP | ALA | ALA | IMS | IMS | IMS | LOR | ROA | ROA | MOH | MOH | TOR | TOR | GMP | POR | POR | POR | Punten |
| --- | --------------------- | --- | --- | --- | --- | --- | --- | --- | --- | --- | --- | --- | --- | --- | --- | --- | --- | --- | --- | ------ |
| 1   | Louis Foster          | 3   | 2   | 4   | 3   | 14  | 13  | 1*  | 1   | 1*  | 13  | 1*  | 2   | 1*  | 1*  | 4   | 1*  | 2   | 6   | 451    |
| 2   | Reece Gold            | 7   | 10  | 1*  | 5   | 4   | 1*  | 15  | 2*  | 6   | 5   | 7   | 6   | 4   | 3   | 6   | 2   | 1*  | 1*  | 390    |
| 3   | Enaam Ahmed           | 2   | 13  | 3   | 4   | 5   | 15  | 5   | 4   | 3   | 4   | 6   | 4   | 2   | 8   | 7   | 3   | 4   | 4   | 338    |
| 4   | Nolan Siegel          | 5   | 1*  | 7   | 1*  | 13  | 3   | 6   | 5   | 11  | 7   | 3   | 7   | 5   | 12  | 2   | 14  | 8   | 3   | 333    |
| 5   | Braden Eves           | 4   | 3   | 5   | 2   | DSQ | 9   | 2   | 11  | 5   | 1*  | 8   | 8   | 12  | 6   | 3   | 7   | 9   | 11  | 304    |
| 6   | Josh Green            | 1*  | 11  | 6   | 6   | 11  | 11  | 7   | 3   | 2   | 6   | 5   | 9   | 3   | 13  | 5   | 9   | 13  | 8   | 298    |
| 7   | Kiko Porto            | 6   | 4   | 8   | 7   | 6   | 4   | 8   | 7   | 14  | 12  | 4   | 1*  | 9   | 7   | 11  | 15  | 3   | 2   | 290    |
| 8   | Salvador de Alba      | 9   | 15  | 15  | 8   | 1*  | 6   | 16  | 8   | 4   | 3   | 2   | 5   | 14  | DNS | 1*  | 8   | 6   | 7   | 289    |
| 9   | Jack William Miller   | 8   | 6   | 13  | 10  | 15  | 5   | 3   | 9   | 13  | 2   | 10  | 12  | 8   | 5   | 14  | 13  | 5   | 5   | 251    |
| 10  | Yuven Sundaramoorthy  | 11  | 7   | 12  | 11  | 2   | 8   | 12  | 12  | 10  | 8   | 13  | 3   | 6   | 4   | 9   | 11  | 11  | 10  | 244    |
| 11  | Jordan Missig         | 12  | 8   | 9   | 14  | 7   | 16  | 11  | 6   | 9   | 15  | 11  | 10  | 7   | 2   | DNS | 6   | 7   | 9   | 199    |
| 12  | Jonathan Browne       | 15  | 14  | 10  | 9   | 9   | 10  | 9   | 10  | 8   | 9   | 12  | 11  | 10  | 11  |     | 5   | 14  | 12  | 187    |
| 13  | Wyatt Brichacek       | 13  | 5   | 11  | 13  | 10  | 7   | 4   | 13  | 15  | 11  | 9   | 13  | 11  | 9   |     | Wth | Wth | Wth | 160    |
| 14  | Colin Kaminsky        | 14  | 12  | 2   | 12  | 3   | 2   | 10  | 14  | 7   | 10  |     |     |     |     |     |     |     |     | 144    |
| 15  | Lindsay Brewer        |     |     |     |     | 8   | 12  | 13  |     | 16  | 14  |     |     | 13  | 10  | 13  | 12  | 12  | 14  | 98     |
| 16  | Charles Finelli       |     |     | 14  | 15  | 12  | 14  | 14  | 15  | 12  | 16  |     |     |     |     |     |     |     |     | 59     |
| 17  | Marcos Flack          |     |     |     |     |     |     |     |     |     |     |     |     |     |     | 8   | 4   | 15  | 15  | 51     |
| 18  | Bijoy Garg            |     |     |     |     |     |     |     |     |     |     |     |     |     |     | 10  | 10  | 10  | 13  | 47     |
| 19  | Matthew Round-Garrido | 10  | 9   |     |     |     |     |     |     |     |     |     |     |     |     |     |     |     |     | 23     |
| 20  | Trey Burke            |     |     |     |     |     |     |     |     |     |     |     |     |     |     | 12  |     |     |     | 14     |
| -   | Christian Brooks      | DNS | DNS |     |     |     |     |     |     |     |     |     |     |     |     |     |     |     |     | 0      |
| Pos | Rijder                | STP | STP | ALA | ALA | IMS | IMS | IMS | LOR | ROA | ROA | MOH | MOH | TOR | TOR | GMP | POR | POR | POR | Punten |

| Kleur       | Resultaat                       |
| ----------- | ------------------------------- |
| Goud        | Winnaar                         |
| Zilver      | 2de plaats                      |
| Brons       | 3de plaats                      |
| Groen       | 4de en 5de plaats               |
| Lichtblauw  | 6de–10de plaats                 |
| Donkerblauw | Gefinisht (buiten de Top 10)    |
| Paars       | Niet gefinisht                  |
| Rood        | Niet gekwalificeerd (DNQ)       |
| Bruin       | Teruggetrokken (Wth)            |
| Zwart       | Gediskwalificeerd (DSQ)         |
| Wit         | Niet Gestart (DNS)              |
| Blank       | Nam geen deel aan de race (DNP) |
| Blank       | Niet geracet                    |

| Toegevoegde info |                                       |
| vet              | Pole positie (1 punt)                 |
| cursief          | Snelste ronde (1 punt)                |
| *                | Meeste ronden aan de leiding (1 punt) |

| Kleur       | Resultaat                       |
| ----------- | ------------------------------- |
| Goud        | Winnaar                         |
| Zilver      | 2de plaats                      |
| Brons       | 3de plaats                      |
| Groen       | 4de en 5de plaats               |
| Lichtblauw  | 6de–10de plaats                 |
| Donkerblauw | Gefinisht (buiten de Top 10)    |
| Paars       | Niet gefinisht                  |
| Rood        | Niet gekwalificeerd (DNQ)       |
| Bruin       | Teruggetrokken (Wth)            |
| Zwart       | Gediskwalificeerd (DSQ)         |
| Wit         | Niet Gestart (DNS)              |
| Blank       | Nam geen deel aan de race (DNP) |
| Blank       | Niet geracet                    |

| Toegevoegde info |                                       |
| vet              | Pole positie (1 punt)                 |
| cursief          | Snelste ronde (1 punt)                |
| *                | Meeste ronden aan de leiding (1 punt) |

| Positie       | 1  | 2  | 3  | 4  | 5  | 6  | 7  | 8  | 9  | 10 | 11 | 12 | 13 | 14 | 15 | 16 | 17 | 18 | 19 | 20 |
| ------------- | -- | -- | -- | -- | -- | -- | -- | -- | -- | -- | -- | -- | -- | -- | -- | -- | -- | -- | -- | -- |
| Punten        | 30 | 25 | 22 | 19 | 17 | 15 | 14 | 13 | 12 | 11 | 10 | 9  | 8  | 7  | 6  | 5  | 4  | 3  | 2  | 1  |
| Punten (Oval) | 45 | 38 | 33 | 29 | 26 | 23 | 21 | 20 | 18 | 17 | 15 | 14 | 12 | 11 | 9  | 8  | 6  | 5  | 4  | 2  |

1991 · 1992 · 1993 · 1994 · 1995 · 1996 · 1997 · 1998 · 1999 · 2000 · 2001 · 2002 · 2003 · 2004 · 2005 · 2006 · 2007 · 2008 · 2009 · 2010 · 2011 · 2012 · 2013 · 2014 · 2015 · 2016 · 2017 · 2018 · 2019 · 2020 · 2021 · 2022 · 2023 · 2024 · 2025